# 淄川郡
淄川郡，中国唐朝时设置的郡。
天宝元年（742年）改淄州置，治所在淄川县（即今山东省淄博市淄川区），领四县：淄川县、长山县、高苑县、蒲台县。辖境相当今山东省邹平、高青、淄博及桓台、博兴部分地。下辖淄川县、长山县、高苑县、邹平县（今山东省邹平市孙镇）、济阳县（今山东省邹平市焦桥镇大城村）。乾元元年（758年），全国废郡改州，复改置为淄州。 
唐朝淄川郡太守
- 杨仲嗣（745年之前）
- 裴敦复（745年—747年）
- 李遵（747年）
- 薛融（天宝年间）